# الیسان (آرکانزاس)
الیسان، ارکانساس (به انگلیسی: Allison, Arkansas) یک منطقهٔ مسکونی در ایالات متحده آمریکا است که در آرکانزاس واقع شده‌است.

## خصوصیات
الیسان ۱۲۰٫۰۹ متر بالاتر از سطح دریا واقع شده‌است.